# Lizeray
Lizeray est une commune française située dans le département de l'Indre, en région Centre-Val de Loire.

## Géographie

### Localisation
La commune est située dans l'est du département, dans la région naturelle de la Champagne berrichonne.
Les communes chefs-lieux et préfectorales sont : Issoudun (8 km), Levroux (22 km), Châteauroux (25 km), La Châtre (45 km) et Le Blanc (75 km).

### Communes limitrophes
Les communes limitrophes sont : Saint-Valentin (5 km), Les Bordes (5 km), Saint-Aoustrille (5 km), Ménétréols-sous-Vatan (6 km), Paudy (6 km) et Issoudun (8 km).

### Hameaux et lieux-dits
Les hameaux et lieux-dits de la commune sont : Pouillault, Borderousse, les Patrigeons et Chasseigne.

### Géologie et hydrographie
La commune est classée en zone de sismicité 2, correspondant à une sismicité faible.

### Climat
Pour des articles plus généraux, voir Climat du Centre-Val de Loire et Climat de l'Indre.
En 2010, le climat de la commune est de type climat océanique dégradé des plaines du Centre et du Nord, selon une étude du CNRS s'appuyant sur une série de données couvrant la période 1971-2000. En 2020, Météo-France publie une typologie des climats de la France métropolitaine dans laquelle la commune est exposée à un climat océanique altéré et est dans la région climatique Centre et contreforts nord du Massif Central, caractérisée par un air sec en été et un bon ensoleillement.
Pour la période 1971-2000, la température annuelle moyenne est de 11,4 °C, avec une amplitude thermique annuelle de 15,4 °C. Le cumul annuel moyen de précipitations est de 757 mm, avec 11,6 jours de précipitations en janvier et 7 jours en juillet. Pour la période 1991-2020, la température moyenne annuelle observée sur la station météorologique de Météo-France la plus proche, sur la commune de Graçay à 19 km à vol d'oiseau, est de 12,1 °C et le cumul annuel moyen de précipitations est de 741,3 mm,. Pour l'avenir, les paramètres climatiques de la commune estimés pour 2050 selon différents scénarios d'émission de gaz à effet de serre sont consultables sur un site dédié publié par Météo-France en novembre 2022.

### Voies de communication et transports
Le territoire communal est desservi par les routes départementales : 65, 130 et 960.
La gare ferroviaire la plus proche est la gare d'Issoudun, à 8 km.
Lizeray n'est pas desservie par des dessertes de bus.
L'aéroport le plus proche est l'aéroport de Châteauroux-Centre, à 22 km.

## Urbanisme

### Typologie
Au 1er janvier 2024, Lizeray est catégorisée commune rurale à habitat très dispersé, selon la nouvelle grille communale de densité à sept niveaux définie par l'Insee en 2022.
Elle est située hors unité urbaine. Par ailleurs la commune fait partie de l'aire d'attraction d'Issoudun, dont elle est une commune de la couronne,. Cette aire, qui regroupe 20 communes, est catégorisée dans les aires de moins de 50 000 habitants,.

### Occupation des sols
L'occupation des sols de la commune, telle qu'elle ressort de la base de données européenne d’occupation biophysique des sols Corine Land Cover (CLC), est marquée par l'importance des territoires agricoles (95,1 % en 2018), en diminution par rapport à 1990 (96,3 %). La répartition détaillée en 2018 est la suivante : 
terres arables (92,4 %), forêts (4,9 %), zones agricoles hétérogènes (1,8 %), prairies (0,9 %). L'évolution de l’occupation des sols de la commune et de ses infrastructures peut être observée sur les différentes représentations cartographiques du territoire : la carte de Cassini (XVIIIe siècle), la carte d'état-major (1820-1866) et les cartes ou photos aériennes de l'IGN pour la période actuelle (1950 à aujourd'hui).

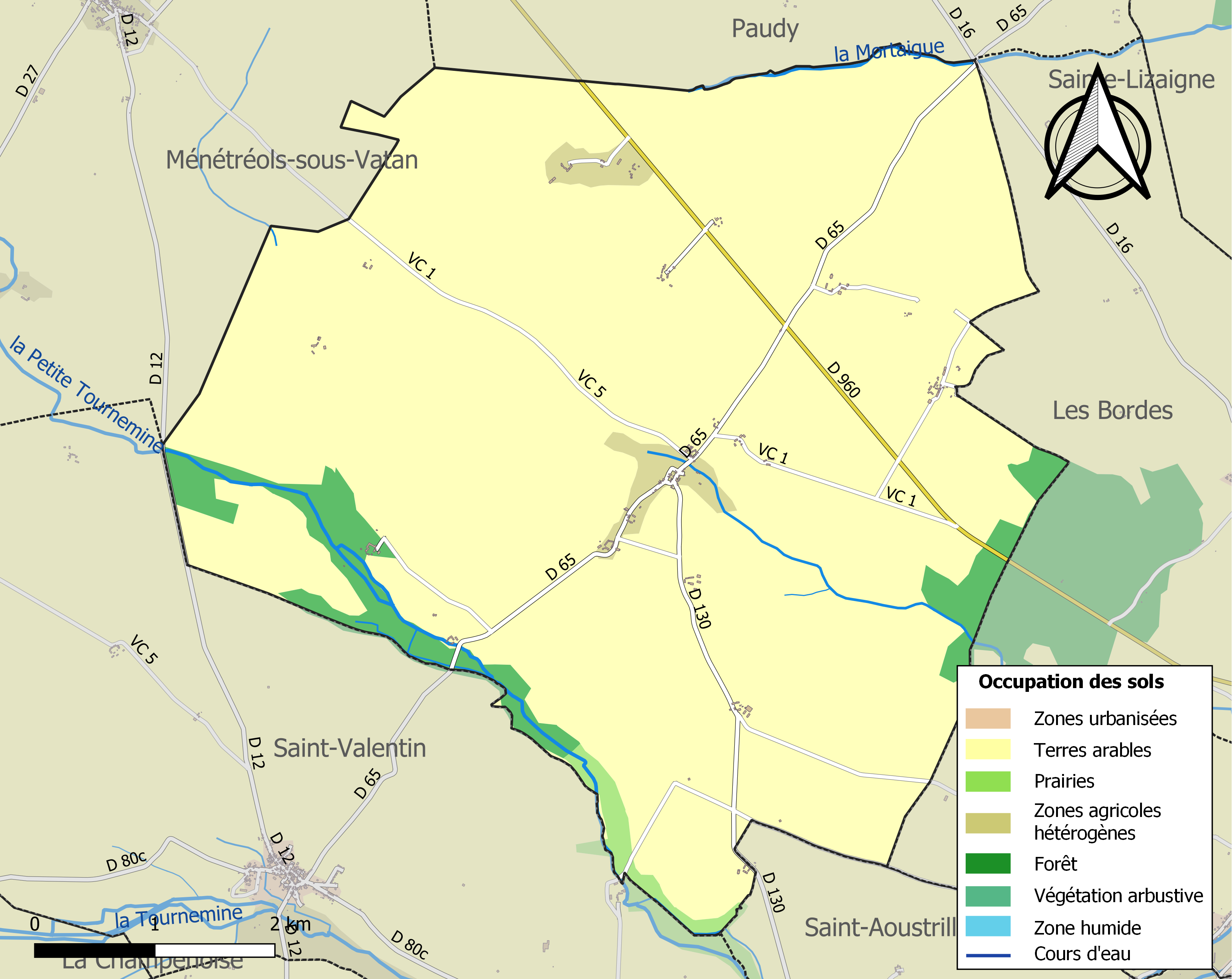
Carte des infrastructures et de l'occupation des sols de la commune en 2018 (CLC).

### Logement
Le tableau ci-dessous présente le détail du secteur des logements de la commune :
| Date du relevé                                              | 2013   | 2015   |
| Nombre total de logements                                   | 59     | 55     |
| Résidences principales                                      | 71,2 % | 67,3 % |
| Résidences secondaires                                      | 22,4 % | 25,5 % |
| Logements vacants                                           | 6,4 %  | 7,3 %  |
| Part des ménages propriétaires de leur résidence principale | 70,3 % | 70,3 % |

### Risques majeurs
Le territoire de la commune de Lizeray est vulnérable à différents aléas naturels : météorologiques (tempête, orage, neige, grand froid, canicule ou sécheresse) et séisme (sismicité faible). Un site publié par le BRGM permet d'évaluer simplement et rapidement les risques d'un bien localisé soit par son adresse soit par le numéro de sa parcelle.

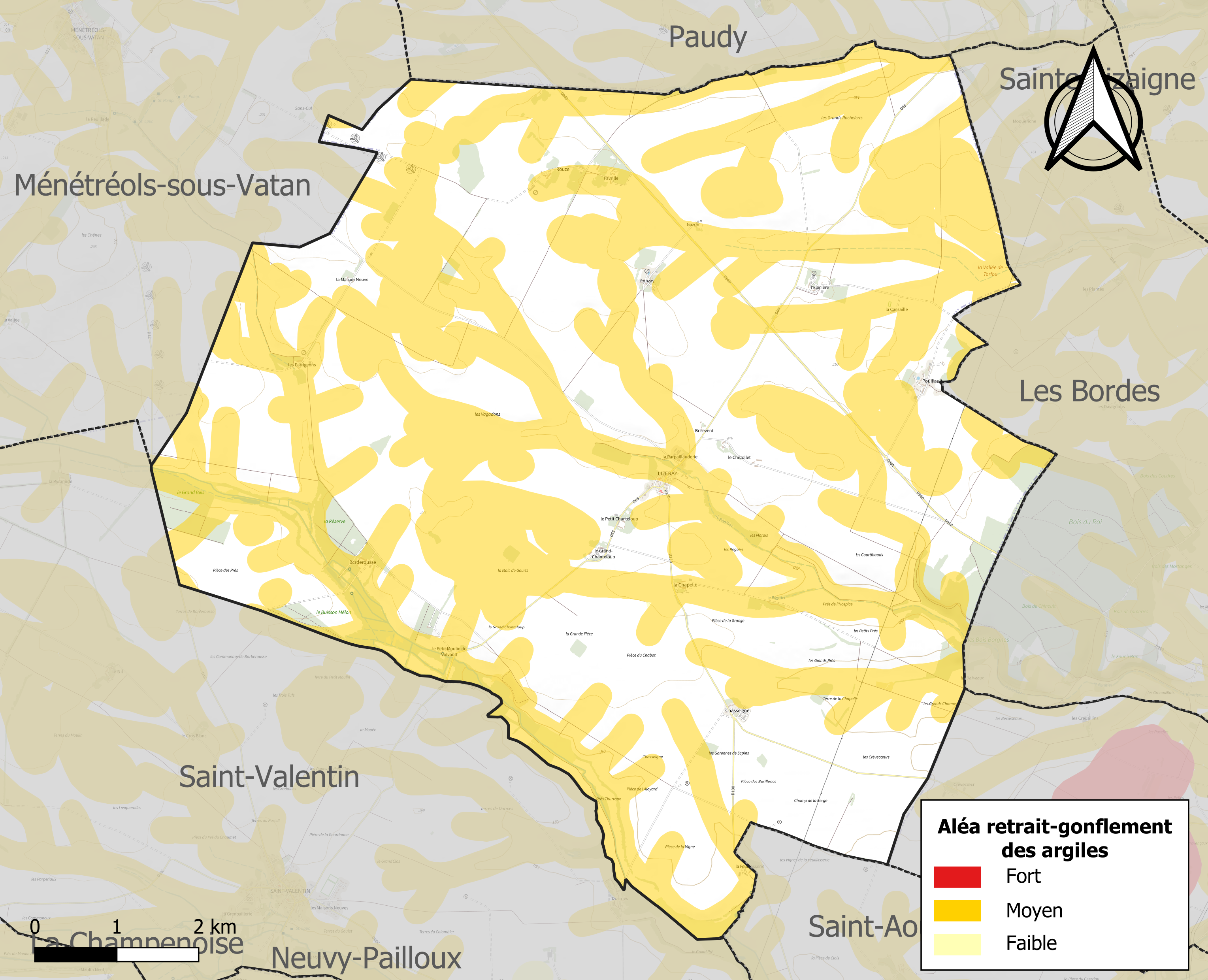
Carte des zones d'aléa retrait-gonflement des sols argileux de Lizeray.

Le retrait-gonflement des sols argileux est susceptible d'engendrer des dommages importants aux bâtiments en cas d’alternance de périodes de sécheresse et de pluie. 54,4 % de la superficie communale est en aléa moyen ou fort (84,7 % au niveau départemental et 48,5 % au niveau national). Sur les 59 bâtiments dénombrés sur la commune en 2019, 24 sont en aléa moyen ou fort, soit 41 %, à comparer aux 86 % au niveau départemental et 54 % au niveau national. Une cartographie de l'exposition du territoire national au retrait gonflement des sols argileux est disponible sur le site du BRGM,.
Concernant les mouvements de terrains, la commune a été reconnue en état de catastrophe naturelle au titre des dommages causés par des mouvements de terrain en 1999.

## Toponymie
Le nom de la localité est attesté sous les formes Lizerai au XIIe siècle, de Lizeriaco en 1147, Lizeraico en 1154, Radulfus de Lizeraio en 1164, parrochia de Lizeray en 1332.
Ses habitants sont appelés les Lizerains.

## Histoire
Un document généalogique sur la famille de Lizeray détenu en mairie, indique qu'un seigneur s’appelant Raoul de Lizeray issu de la branche cadette des princes de Déols et Châteauroux aurait fondé l’église Saint-Martin en 1147, église dépendante de l’abbaye d’Issoudun. Les armes de  Lizeray comportent deux liserons et une épée suspendue au-dessus du croissant musulman, ce qui semble indiquer que les seigneurs de Lizeray ont participé aux croisades.
Un acte de 1147 cite l’ecclesia Sancti Martini de Lizeriaco, dépendant de l’abbaye Notre-Dame d’Issoudun. Son clocher est daté comme l’atteste une pierre gravée. Le fleuron de l’église Saint-Martin est l’abside percé de deux oculus (fenêtres rondes) très originaux par leur disposition en parallèle.
La commune fut rattachée de 1973 à 2015 au canton d'Issoudun-Nord.

## Politique et administration
La commune dépend de l'arrondissement d'Issoudun, du canton de Levroux, de la deuxième circonscription de l'Indre et de la communauté de communes Champagne Boischauts.
| Période                                  | Période   | Identité          | Étiquette | Qualité  |
| ---------------------------------------- | --------- | ----------------- | --------- | -------- |
| 1926                                     | 1931      | Eugène Naubron    | ?         | ?        |
| 1931                                     | ?         | Sylvain Verglas   | ?         | ?        |
| mars 2001                                | 2004      | Patrick Gaignault | ?         | ?        |
| 2004                                     | mars 2008 | Benoît Joffre     | ?         | ?        |
| mars 2008,                               | 2020      | Jacques Brulet    | DVD       | Retraité |
| 2020                                     | En cours  | Pascal Morin      |           |          |
| Les données manquantes sont à compléter. |           |                   |           |          |

## Population et société

### Démographie
L'évolution du nombre d'habitants est connue à travers les recensements de la population effectués dans la commune depuis 1793. Pour les communes de moins de 10 000 habitants, une enquête de recensement portant sur toute la population est réalisée tous les cinq ans, les populations de référence des années intermédiaires étant quant à elles estimées par interpolation ou extrapolation. Pour la commune, le premier recensement exhaustif entrant dans le cadre du nouveau dispositif a été réalisé en 2005.

En 2022, la commune comptait 83 habitants, en évolution de −1,19 % par rapport à 2016 (Indre : −3 %, France hors Mayotte : +2,11 %).
| 1793 | 1800 | 1806 | 1821 | 1831 | 1836 | 1841 | 1846 | 1851 |
| ---- | ---- | ---- | ---- | ---- | ---- | ---- | ---- | ---- |
| 450  | 333  | 418  | 430  | 435  | 426  | 384  | 375  | 369  |

| 1856 | 1861 | 1866 | 1872 | 1876 | 1881 | 1886 | 1891 | 1896 |
| ---- | ---- | ---- | ---- | ---- | ---- | ---- | ---- | ---- |
| 386  | 363  | 350  | 322  | 328  | 322  | 329  | 325  | 314  |

| 1901 | 1906 | 1911 | 1921 | 1926 | 1931 | 1936 | 1946 | 1954 |
| ---- | ---- | ---- | ---- | ---- | ---- | ---- | ---- | ---- |
| 315  | 329  | 317  | 284  | 322  | 303  | 275  | 285  | 239  |

| 1962 | 1968 | 1975 | 1982 | 1990 | 1999 | 2005 | 2006 | 2010 |
| ---- | ---- | ---- | ---- | ---- | ---- | ---- | ---- | ---- |
| 214  | 174  | 158  | 124  | 102  | 100  | 100  | 107  | 101  |

| 2015 | 2020 | 2022 | - | - | - | - | - | - |
| ---- | ---- | ---- | - | - | - | - | - | - |
| 86   | 86   | 83   | - | - | - | - | - | - |

### Enseignement
La commune ne possède pas de lieu d'enseignement.

### Médias
La commune est couverte par les médias suivants : La Nouvelle République du Centre-Ouest, Le Berry républicain, L'Écho - La Marseillaise, La Bouinotte, Le Petit Berrichon, France 3 Centre-Val de Loire, Berry Issoudun Première, Vibration, Forum, France Bleu Berry et RCF en Berry.

## Économie
La commune se situe dans la zone d’emploi d'Issoudun et dans le bassin de vie d'Issoudun.
La commune se trouve dans l'aire géographique et dans la zone de production du lait, de fabrication et d'affinage du fromage Valençay.
La culture de la lentille verte du Berry est présente dans la commune.

## Culture locale et patrimoine

### Lieux et monuments
- Église Saint-Martin (XIIe siècle) : abside romane avec deux oculus ; cloche XIVe siècle ;
- Monument aux morts ;
- Paroisse : elle dépendait de l'abbaye Notre-Dame d'Issoudun ;
- Vestiges préhistoriques et antiques ;
- Souterrain aménagé.

### Héraldique
| Blason de Lizeray | Blason  | De sable à une épée basse d'argent surmontée d'un loup passant du même, accostée de deux fleurs de liseron d'or, bordées et boutonnées d'argent* et soutenue d'un croissant d'or. |
| Blason de Lizeray | Détails | * Il y a là non-respect de la règle de contrariété des couleurs : ces armes sont fautives (argent sur or). Le statut officiel du blason reste à déterminer.                       |